# Абуна Јемата Гух
Абуна Јемата Гух (амх. ኣቡና የማታ ጉሕ) монолитна је црква Етиопске православне цркве у округу Хавзен у регији Тиграј, на сјеверу Етиопије. Налази се на надморској висини од 2580 м и до ње се може доћи само пјешке. Знаменита је по куполи и зидним фрескама које датирају из 5. вијека, као и својој архитектури.

## Опис
Црква је једна од „тридесет пет црква исклесаних у камену, највећа концентрација него било гдје у Етиопији.” Налази се у некадашњем округу Гаралта. До цркве се долази стрмим и опасним успоном, придржаваћу се рукама и корачајући по упориштима. Посјетиоци морају да пређу природни камени мост са стрмим падом од око 250 м са обје стране, а на крају уски дрвени пјешачки мост. Након напорног успона слиједи успон уз вертикални стјеновити зид који у потпуности зависи од рукохвата и држача за стопала (без додатне подршке), крунисан ходањем преко платформе широке 50 цм окренуте према литици од 300 м стрмог пада. Стојећи стубови се састоје од пјешчара Ентихо и Адиграт, које су посљедњи ерозивни остаци формације пјешчара које је некада покривала прекамбријумски подијум.

## Историја
Према мјесној легенди, црква је исклесана у 6. вијеку и посвјећена је Абуна Јемати (познат и као Аба Јемата), једном од Девет светитеља. Традиционално се вјерује да је Девет светитеља потичу из Рима, Константинопоља и Сирије, из периода крајем 5. и почетка 6. вијека.

## Фреске
Фреске на зидовима и куполама цркве су очуване у прикладном стању. Предузета је опсежна студија како би се разумио разлог овог феномена. Дизајн орнамента у цркви је реплика оних који се налазе у оближњим црквама Гералте, као што је црква Дебре Цион. Више је фресака које приказују ликове из Старог завјета, него из Новог завјета. Сув ваздух и недостатак владе сачували су ове фреске у њиховом првобитном стању. Фреске датирају из периода првих назнака хришћанства у данашњој Етиопији и приказују Девет светитеља и Дванаест апостола. Најстарије иконе су у виду диптиха и триптиха из 15. вијека.